# Richard Kirman

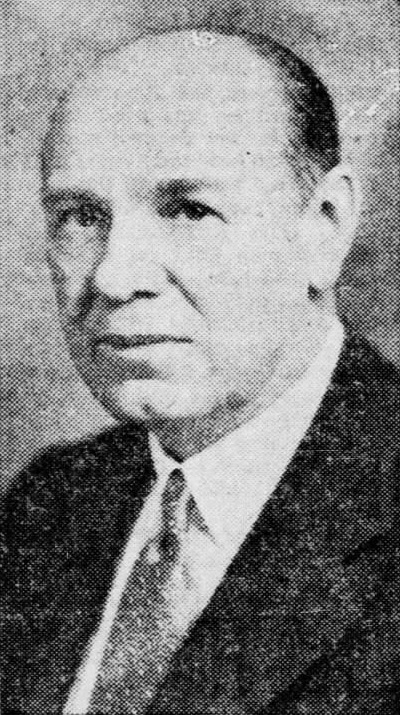
Richard Kirman.

Richard Kirman, Sr., född 14 januari 1877 i Virginia City, Nevada, död 19 januari 1959, var en amerikansk demokratisk politiker. Han var den 17:e guvernören i delstaten Nevada 1935-1939.
Kirman var 1899 ledamot av Nevada House of Representatives, underhuset i delstatens lagstiftande församling. Han var borgmästare i Reno 1907-1909.
Kirmans grav finns på Odd Fellows Cemetery i Reno.